# Chiedimi se sono felice
Chiedimi se sono felice è un film del 2000 del trio comico Aldo, Giovanni e Giacomo, diretto da loro e da Massimo Venier. La colonna sonora del film è stata affidata a Samuele Bersani. La pellicola è il terzo film del trio.
Al titolo del film si è poi ispirato uno spettacolo teatrale del solo Giacomo Poretti dal titolo Chiedimi se sono di turno.
Uscito nelle sale cinematografiche italiane il 15 dicembre 2000, ha incassato 28458894 €, risultando il maggior successo commerciale del trio, seguito da Così è la vita e La leggenda di Al, John e Jack.

## Trama
Milano, 2000. Giacomo si reca a casa di Giovanni, ma quest'ultimo gli sbatte la porta in faccia; Giacomo insiste, e di fronte alle resistenze di Giovanni gli comunica che Aldo è in fin di vita.
Tre anni prima, Aldo, Giovanni e Giacomo sono tre amici molto legati tra loro, con lavori umilianti e insoddisfacenti: Aldo fa la comparsa negli spettacoli diurni del Teatro alla Scala (vivendo gratis nel vecchio magazzino dei genitori di Giovanni), Giovanni fa il manichino vivente ai Grandi Magazzini e Giacomo ha parti minime come doppiatore. I tre hanno un sogno nel cassetto: allestire uno spettacolo teatrale tutto loro. Aldo vorrebbe mettersi con la sua nuova fiamma Dalia, ma è già fidanzato con la fastidiosa Silvana; non riuscendo a troncare con lei, chiede a Giovanni di farlo al suo posto, dandogli però il piano sbagliato dell'edificio della ragazza: l'amico sbaglia perciò abitazione e, credendola di Silvana, parla con l'affascinante hostess Marina. A causa di questo equivoco, Silvana trova l’anello di fidanzamento destinato a Dalia e a quel punto Aldo è costretto a darlo a lei. 
Sempre intenzionato a lasciare Silvana, Aldo chiede questa volta aiuto a Giacomo, ma questi finisce invece per flirtare con la sua amica Daniela. Invaghitosi della ragazza, Giacomo chiede agli amici di organizzare una cena, alla quale parteciperanno Silvana, Daniela e una loro amica che si rivelerà essere proprio Marina. Durante la cena, fa irruzione in casa un goffo ladro, Beppe, e Giovanni salva un prezioso anello di Marina dal furto ingoiandolo: al termine della serata i due si mettono insieme.
Nel 2000 Giovanni e Giacomo arrivano in stazione per andare da Aldo in Sicilia. Con gran disappunto di Giovanni, ai due si unisce Marina: viene lasciato intendere che sia stata lei a causare la loro lite tre anni prima. Durante il viaggio in treno, Giovanni e Giacomo sembrano riallacciare lentamente i rapporti.
Poco tempo dopo la cena, Aldo ha lasciato Silvana e si è fidanzato con Francesca; Giovanni è felice con Marina e vuole proporle la convivenza. Il trio decide di rappresentare il Cyrano de Bergerac. Per la parte di Rossana scelgono Francesca, la quale però scopre che Aldo la tradisce e lo lascia poco prima del debutto: dopo una serie di disastrosi provini, i tre sono costretti a ingaggiare Silvana, che sa già tutte le battute del personaggio. Dopo la sua proposta di convivere, Marina si impaurisce e chiede a Giovanni una pausa di riflessione mentre si recherà per lavoro a Francoforte sul Meno. Giovanni, incoraggiato da Aldo e Giacomo, decide di vincere la sua paura dell'aereo per raggiungerla, mentre Giacomo lo sostituirà ai Grandi Magazzini; durante una lite col direttore, però, verrà licenziato. 
Appena uscito dall'edificio incontra Marina, la quale aveva deciso di non andare più a Francoforte, ma di raggiungere Giovanni ai Grandi Magazzini per riappacificarsi: i due passano il pomeriggio insieme e poi, in un momento di debolezza, si baciano, pentendosene subito dopo. Giacomo ne parla con Aldo, il quale lo prega di tacere per il bene della loro amicizia e del loro debutto in teatro. Giacomo tuttavia non resiste ai sensi di colpa e, durante le prove del Cyrano, confessa tutto a Giovanni, il quale, furibondo, accusa l'amico di averlo tradito e Aldo di essergli stato complice. Dopo aver intimato ai due di sparire dalla sua vita e ad Aldo di andarsene dal magazzino, Giovanni distrugge il set dello spettacolo e fugge via; anche Aldo e Giacomo si separano e, per i successivi tre anni, i tre non avranno più contatti.
Nel 2000, Giovanni, Giacomo e Marina arrivano al paese di Aldo e si recano tempestivamente in ospedale per avere notizie del loro amico. Il dottore afferma che Aldo, soprannominato Pirandello, è stato rimandato a casa a causa delle condizioni ormai gravissime. Giunti al suo capezzale, lo trovano delirante e in fin di vita; come ultimo desiderio, Aldo chiede ai suoi amici di mangiare insieme degli arancini: Giacomo e Giovanni vanno a comprarli. Al loro rientro, i due trovano la casa deserta; improvvisamente le pareti si aprono e si ritrovano sul palcoscenico di un sontuoso teatro: Aldo e Marina, infatti, avevano elaborato un piano per costringere gli altri due a riappacificarsi e a recitare sul momento il Cyrano. Dopo un'iniziale riluttanza, Giovanni, Giacomo, Aldo e Silvana, tornata ad essere la fidanzata di Aldo, incominciano a recitare secondo il copione che avevano preparato tre anni prima, riscuotendo un grande successo. I tre tornano così amici, lasciandosi alle spalle l’evento passato che aveva sgretolato la loro amicizia.

## Produzione

### Sviluppo

Da sinistra: Giacomo, Giovanni e Aldo sul set milanese di via Mecenate nell'estate 2000

Già prima dell'inizio delle riprese, il trio aveva sviluppato nel 1999 il soggetto di quello che sarebbe stato il lungometraggio successivo, La leggenda di Al, John e Jack; il progetto fu tuttavia interrotto momentaneamente poiché eccessivamente dispendioso a livello organizzativo. Soggetto e sceneggiatura di Chiedimi se sono felice sono stati perciò sviluppati soltanto in un momento successivo tra il 1999 e il 2000, mentre nel 2001 è stato ripreso il progetto del film girato e distribuito poi l'anno seguente.
In un intervento dell'ottobre 2000 il trio ha dichiarato di avere tratto ispirazione dalla regia del film Underground di Emir Kusturica del 1995 e dal film del 1999 American Beauty.

### Cast
In questa pellicola fanno la loro prima apparizione cinematografica, in due piccoli ruoli, Ficarra e Picone, che compaiono sul grande schermo dopo sette anni di esibizioni sui palchi teatrali: Valentino Picone è il medico che dà informazioni sulla salute di Aldo a Giacomo e a Giovanni mentre Salvatore Ficarra è lo spettatore del Cyrano de Bergerac che esclama «Pirandello, sei un poeta!».
La donna della quale Aldo è innamorato all'inizio del film, Dalia, è interpretata da Paola Cortellesi, che a sua volta sarà co-protagonista di Tu la conosci Claudia?, film del trio del 2004; è presente anche Daniela Cristofori, nel ruolo della ragazza di cui si invaghisce Giacomo, che nella realtà è la sua vera moglie. Il venditore di panini e bibite sul treno è Max Pisu.
Il capo-costumista di Aldo nelle prime scene del film è il trasformista Arturo Brachetti, regista di tutti gli spettacoli teatrali di Aldo, Giovanni e Giacomo; inoltre, come nei due precedenti film di Aldo, Giovanni e Giacomo, è presente Augusto Zucchi nel consueto ruolo autoritario (in questo caso quello del direttore dei grandi magazzini dove lavora Giovanni) in cui intima a uno dei membri del trio di tacere e non muoversi. In piccoli ruoli compaiono anche le due figlie di Giovanni: la più grande è una giovane ragazza di un chiosco che all'inizio del film mentre Aldo sta mangiando un panino gli chiede se vuole un po' di ketchup, mentre la più piccola è la bambina che tiene la mano allo stesso Storti mentre quest'ultimo, terrorizzato, sta volando in aereo. Uno dei vigili che gioca a basket contro il trio è Antonio Catania, presente anche nel precedente film del trio, Così è la vita, nel ruolo dello svogliato collega poliziotto di Giacomo.

### Riprese
Le riprese sono incominciate il 17 luglio 2000 e sono proseguite per 10 settimane. A parte gli interni dei teatri (il Teatro Ponchielli di Cremona per le sequenze iniziali con Aldo in cui si assiste alla messa in scena dell'opera lirica Un ballo in maschera di Giuseppe Verdi e il Teatro Sociale di Soresina per la scena finale in cui i tre protagonisti interpretano la commedia teatrale Cyrano de Bergerac) e gli esterni delle scene ambientate in Sicilia (in realtà girate nel centro storico di Terracina, in provincia di Latina) il film è stato girato interamente a Milano.
La sfida a pallacanestro ha luogo presso Piazza Mercanti, mentre il magazzino di Giovanni, dove Aldo vive, si trova in un complesso industriale in via Mecenate. Le scene diurne in bicicletta sono state riprese sul Naviglio Pavese, mentre quelle in notturna nel quartiere Isola, con le Torri Garibaldi sullo sfondo. Il grande magazzino dove lavora Giovanni è la Coin di piazza Cinque Giornate. Quando Giacomo e Giovanni partono alla volta della Sicilia, sono alla Stazione di Milano Centrale.

## Accoglienza

### Incassi
Uscito nelle sale il 15 dicembre 2000, il film si è rivelato il maggiore successo commerciale del trio comico, campione d'incassi nell'annata 2000-2001 con un totale di 28458894 €, ed è al 21º posto dei film con maggiori incassi in Italia di sempre.

## Riconoscimenti
- 2001 – Nastro d'argento
  - Candidatura per il migliore attore protagonista ad Aldo, Giovanni e Giacomo
  - Candidatura per la migliore fotografia ad Arnaldo Catinari
  - Candidatura per la migliore canzone originale a Samuele Bersani
- 2001 – Ciak d'oro
  - Candidatura per il migliore montaggio a Claudio Cormio